# Jocelyn Moorhouse
Jocelyn Denise Moorhouse (Melbourne, 4 settembre 1960) è una regista, sceneggiatrice e produttrice cinematografica australiana.

## Filmografia

### Regista
- Pavane (1983)
- Istantanee (Proof) (1991)
- Gli anni dei ricordi (How to Make an American Quilt) (1995)
- Segreti (A Thousand Acres) (1997)
- The Dressmaker - Il diavolo è tornato (The Dressmaker) (2015)
- The Fabulous Four (2024)

### Sceneggiatura
- Pavane (1983)
- The Bartons – serie TV, un episodio (1987)
- Dottori con le ali (The Flying Doctors) – serie TV, due episodi (1990-1991)
- Istantanee (1991)
- Insieme per caso (Unconditional Love), regia di P. J. Hogan (2002)
- The Dressmaker - Il diavolo è tornato (The Dressmaker) (2015)

### Produttrice
- Le nozze di Muriel (Muriel's Wedding), regia di P. J. Hogan (1994)
- Insieme per caso (Unconditional Love), regia di P. J. Hogan (2002)
- Peter Pan, regia di P. J. Hogan (2003)
- Mental, regia di P. J. Hogan (2012)